# 周阿
周阿（しゅうあ、生年未詳 - 永和3年/天授3年（1377年）?）は、南北朝時代の地下（じげ＝庶民）の連歌師。俗名を坂の小二郎と称した。
連歌を救済（ぐさい・きゅうぜい）に師事し、その後継と目された。二条良基の撰した連歌の法則を定めた「応安新式」の制定にも関与した。年は不明だが東国に下向しており、晩年は九州に下った。知的で人の意表をつく句風は、室町時代初期にかけての連歌壇にはやった。
「菟玖波集」に入集しているほか、「紫野千句」「侍公周阿百番連歌合」などにも句が残されている。